# Titularbistum Elephantaris in Proconsulari
Elephantaris in Proconsulari (ital.: Elefantaria di Proconsolare) ist ein Titularbistum der römisch-katholischen Kirche.
Es geht zurück auf einen untergegangenen Bischofssitz in der gleichnamigen antiken Stadt, die in der römischen Provinz Africa proconsularis lag. Der Bischofssitz war der Kirchenprovinz Karthago zugeordnet.
| Titularbischöfe von Elephantaris in Proconsulari |                                   |                                                    |                  |                 |
| Nr.                                              | Name                              | Amt                                                | von              | bis             |
| 1                                                | Andrew Alexis D’Souza             | emeritierter Bischof von Poona (Indien)            | 12. Juni 1967    | 18. Januar 1971 |
| 2                                                | Peter Fanyana John Butelezi OMI   | Weihbischof in Johannesburg (Südafrika)            | 30. Juli 1972    | 10. Juli 1975   |
| 3                                                | François Xavier Nguyên Quang Sách | Koadjutorbischof von Ðà Nang (Vietnam)             | 6. Juni 1975     | 21. Januar 1988 |
| 4                                                | John Mendes                       | Weihbischof in Port of Spain (Trinidad und Tobago) | 25. Oktober 1988 | 24. Juni 2005   |
| 5                                                | Basil Cho Kyu-man                 | Weihbischof in Seoul (Südkorea)                    | 3. Januar 2006   | 31. März 2016   |
| 6                                                | Mandla Siegfried Jwara CMM        | Apostolischer Vikar von Ingwavuma (Südafrika)      | 30. April 2016   | 9. Juni 2021    |
| 7                                                | António Lungieki Pedro Bengui     | Weihbischof in Luanda (Angola)                     | 28. Oktober 2021 |                 |